# Vampyros Lesbos - Erbin des Dracula
Vampyros Lesbos é um filme B que mistura elementos eróticos e de terror. Foi dirigido pelo polêmico diretor espanhol Jesús Franco, conhecido nos Estados Unidos como "Jess Franco". A película é estrelada por Soledad Miranda.